# Кум (река)
Кум (перс. قم‌رود‎) — правый приток реки Кара-Чай, впадающей в солёное озеро Дерьячейе-Немек. Высота устья — 844 метра над уровнем моря. Протекает по территории одноимённых города и остана, а также Исфахана, Лурестана и Центрального остана. Длина — 288 км, площадь водосборного бассейна — 16050 км². Расход воды колеблется от 4 до 312 м³/с.
Её исток расположен в крупнейшей горной системе Ирана Загросе.
Из реки производится забор воды с целью осуществления орошения засушливых земель. В настоящее время Кум занимает первое место в мире по уровню обмеления.